# Morze Labradorskie
Morze Labradorskie – morze stanowiące odnogę Oceanu Atlantyckiego, znajdujące się między Grenlandią a Ameryką Północną. Jego głębokość sięga 4 kilometrów, z trzech stron otoczone jest szelfem kontynentalnym.